# Battaglia di Driskos
La battaglia di Driskos (in greco Μάχη του Δρίσκου?, in turco Driskos Muharebesi), ebbe luogo il 26-28 novembre [del calendario giuliano], 1912. Fu una battaglia combattuta tra le forze greche sotto Alexandros Romas e le forze ottomane sotto il generale Esad Pasha durante la prima guerra balcanica. La battaglia iniziò quando l'esercito ellenico attaccò la linea difensiva ottomana al caravanserraglio di Kamber Aga.
I greci occuparono l'accampamento ottomano sul monte Driskos e ne liberarono i dintorni. Il 27 novembre, gli ottomani si raggrupparono dopo aver ricevuto considerevoli rinforzi sia in forza lavoro che in artiglieria, lanciando un assalto alle posizioni greche. I greci iniziarono a ritirarsi a mezzogiorno del giorno successivo, dopo essersi resi conto che correvano il rischio di essere sopraffatti. La battaglia di Driskos segnò l'ultimo intervento dei garibaldini nei conflitti espansionistici greci.

## Contesto
Durante il 1912, Grecia, Serbia, Bulgaria e Montenegro si unirono in una Lega Balcanica contro l'Impero ottomano. Temendo una nuova guerra nei Balcani, gli ottomani mobilitarono le loro forze armate il 14 settembre e iniziarono a trasferire unità in Tracia; la Lega balcanica rispose a tono. Il 30 settembre la Lega presentò agli ottomani un elenco di richieste riguardanti i diritti della sua popolazione cristiana. L'Impero ottomano respinse tali richieste, richiamò i suoi ambasciatori a Sofia, Belgrado e Atene ed espulse i negoziatori della Lega il 4 ottobre. La Lega dichiarò guerra agli ottomani, mentre il Montenegro aveva già avviato le operazioni militari il 25 settembre.
La Grecia inviò l'esercito dell'Epiro e l'esercito della Tessaglia alle sue frontiere rispettivamente in Epiro e Tessaglia. L'esercito dell'Epiro contava 20 000 uomini e 30 pezzi di artiglieria ed era comandato dal tenente generale Konstantinos Sapountzakis. Di fronte ai greci in Epiro vi era il Corpo di Yanya sotto il generale Esad Pasha, che contava 35 000 uomini e 102 pezzi di artiglieria, la maggior parte dei quali erano concentrati nell'area fortificata di Yanya che proteggeva la capitale regionale di Yanya (Giannina). All'esercito dell'Epiro fu ordinato di condurre solo un numero limitato di operazioni offensive, concentrandosi principalmente sulla protezione del fronte occidentale dell'esercito della Tessaglia, perché era troppo esiguo per violare le difese ottomane intorno a Yanya.
L'area fortificata di Yanya comprendeva due grandi fortezze, quelle di Bizani e Kastritsa, a guardia dei principali accessi meridionali, insieme a cinque forti più piccoli in un anello intorno alla città, che coprivano gli accessi occidentali e nord-occidentali. Il terreno a sud di Yanya forniva un eccellente terreno difensivo, poiché da Bizani si potevano osservare tutte le strade che conducevano alla città. Gli ottomani avevano aumentato le loro difese con fortificazioni permanenti, costruite sotto la guida del generale tedesco Rüdiger von der Goltz. Queste erano dotate di postazioni di artiglieria in cemento, bunker, trincee, filo spinato, fari e postazioni per mitragliatrici.
L'esercito dell'Epiro attraversò il ponte di Arta in territorio ottomano a mezzogiorno del 6 ottobre, conquistando le alture del Gribovo entro la fine della giornata. Il 9 ottobre, gli ottomani contrattaccarono dando inizio alla battaglia di Gribovo e nella notte tra il 10 e l'11 ottobre i greci furono respinti verso Arta. L'esercito ellenico, dopo essersi riorganizzato il giorno successivo, passò all'offensiva trovando abbandonate le posizioni ottomane e conquistando Filippiada. Il 19 ottobre, l'esercito dell'Epiro lanciò un attacco a Prevesa in collaborazione con lo squadrone ionico della marina greca, conquistando la città il 21 ottobre. Il 23 ottobre, Esat Pasha spinse le difese greche a Pente Pigadia (Beshpinar). Le nevicate impedirono agli ottomani di effettuare un attacco su larga scala, mentre i greci tennero la loro posizione in una serie di scontri. Il 27 ottobre, l'esercito ellenico catturò Metsovo, vanificando un tentativo degli irregolari ottomani di riconquistarla il 9 novembre.
Motivato dal militante filellenismo e dall'ideologia liberazionista, il leader delle camicie rosse italiane, Ricciotti Garibaldi, invitò i suoi seguaci a sostenere lo sforzo bellico greco. Garibaldi riuscì a reclutare solo 140-200 volontari italiani, tra cui Lamberto Duranti e Aldo Spallicci, a causa delle barriere amministrative poste dal governo del paese e dall'opposizione interna all'interno dei circoli italiani di sinistra. Tuttavia, molti cittadini greci e membri della diaspora greca, così come un numero minore di bulgari, britannici e francesi, risposero alla chiamata, portando l'unità a 2 224 uomini. L'unità era divisa in quattro battaglioni, due dei quali erano soprannominati Corpo delle camicie rosse greche e comandati dall'ex presidente del parlamento ellenico e veterano della camicia rossa, il conte Alexandros Romas. I garibaldini furono equipaggiati dal governo greco, che li fornì di obsoleti fucili Gras e vecchie spade in eccedenza, ma non riuscì a dotarli di soprabiti invernali. I garibaldini e un battaglione della retroguardia dell'esercito regolare arrivarono a Metsovo tra il 17 e il 20 novembre, formando il distaccamento di Metsovo, forte di 3 800 uomini. Il 24 novembre, Sapountzakis ordinò a Romas di conquistare il monte Driskos e la sponda nord-orientale del lago Pamvotida. I garibaldini dovevano quindi unirsi al resto dell'esercito dell'Epiro e lanciare un attacco coordinato su Bizani.

## Battaglia
Il 26 novembre alle 1:00 il corpo delle camicie rosse greche assalì il caravanserraglio di Kamber Agha, situato tra le colline Vigla e Toufekistra, che era difeso da 600 ottomani e 2 pezzi di artiglieria. La battaglia durò fino a mezzogiorno, dopo di che i garibaldini riuscirono a mettere in sicurezza i villaggi di Lingiadi e Giobourtza e l'accampamento ottomano a Driskos. Un totale di 200 ottomani furono uccisi e una quantità limitata di materiale venne sequestrata. Nel pomeriggio le truppe di Romas furono rinforzate con il resto delle camicie rosse sotto Ricciotti Garibaldi e un'unità di volontari cretesi sotto Kriaris e Makris, che permise loro di respingere gli ottomani dalla pianura di fronte a Driskos. Nel frattempo, la moglie e la figlia di Garibaldi organizzarono un ospedale da campo nel monastero di Sotiros, nelle retrovie greche.
Il 27 novembre gli ottomani si raggrupparono, raggiungendo circa 7 000-10 000 uomini con l'arrivo della 19ª divisione ottomana, tra cui un potente faro, 2 mitragliatrici e una batteria di pezzi di artiglieria da campo catturati dall'esercito ellenico all'indomani della battaglia di Sorovich. Contrattaccarono dalla direzione di Tzoura con l'ulteriore supporto di artiglieria delle batterie dell'isola di Kastitsa e Yanya. I garibaldini tennero la loro posizione, ma Makris rimase ucciso e tre ufficiali, tra cui il vice di Romas Bardopoulos, furono feriti. Il 28 novembre, gli ottomani lanciarono un altro attacco a Driskos dopo aver inoltrato la loro batteria al caravanserraglio di Lefkada. I greci vennero rinforzati da 44 uomini e un singolo cannone da montagna Schneider-Danglis 06/09 da 75 mm. I greci iniziarono a vivere una grave carenza di munizioni poiché il convoglio di rifornimento da Grevena non arrivò in tempo. Romas, Bardopoulos e molti altri ufficiali greci tra cui Lorentzos Mavilis furono feriti, lasciando Peppino Garibaldi ad assumere il comando.
Poco prima di ricevere una seconda ferita mortale alla testa, secondo il testimone oculare Nikos Karvounis, si dice che Mavilis abbia esclamato:
Credendo che il distaccamento di Metsovo fosse in serio rischio, il generale Dimitrios Matthaiopoulos ordinò il ritiro a Metsovo attraverso il caravanserraglio di Kamber Agha, a mezzogiorno. I battaglioni garibaldini, che avevano svolto un ruolo limitato nei combattimenti, coprirono la ritirata greca ed evacuarono i feriti.

## Conseguenze
Le vittime greche nella battaglia di Driskos furono tra i 200 e 400 morti e circa 400 feriti, mentre gli ottomani persero tra i 1 000 e 2 000 uomini tra morti e feriti. Ricciotti Garibaldi attribuì la sconfitta greca alla scarsa comunicazione tra i garibaldini e l'esercito dell'Epiro. Un certo numero di camicie rosse in seguito affermò che lo stato greco aveva intenzionalmente lasciato la propria unità esposta a una forza numericamente superiore e scarsamente rifornita in modo da negarle la gloria che aveva raggiunto una volta nella battaglia di Domokos. In ogni caso, il distaccamento Evzone arrivò a Metsovo diversi giorni dopo, sostituendo le perdite subite dal distaccamento di Metsovo. Il 30 novembre Garibaldi sciolse i garibaldini e i volontari iniziarono la smobilitazione. Si afferma che le camicie rosse greche siano state accolte con ostilità dalla società greca, mentre i volontari italiani siano stati trasportati nelle loro città di origine sui treni postali e sotto sorveglianza della polizia, un trattamento solitamente riservato ai criminali. La battaglia di Driskos segnò l'ultimo intervento dei garibaldini nei conflitti espansionistici greci. Molti, tra cui Ricciotti, si rivolsero in seguito al fascismo, mentre un gruppo di dissidenti sotto Cipriano Facchinetti disertò il movimento per la sua presa di posizione sulla questione albanese, generando un tumulto negativo della stampa.
Dopo la conclusione della campagna greca in Macedonia, l'esercito dell'Epiro ricevette considerevoli rinforzi. Ciò gli permise di catturare l'area fortificata di Yanya all'indomani della battaglia di Bizani (19-21 febbraio 1913). Nel maggio 1913, gli ottomani numericamente inferiori avevano subito una serie di gravi sconfitte agli eserciti della Lega su tutti i fronti. La Lega aveva conquistato la maggior parte dei territori europei dell'Impero ottomano e si stava rapidamente avvicinando a Costantinopoli. Il 30 maggio, le due parti firmarono il Trattato di Londra che concedeva ai membri della Lega tutte le terre ottomane a ovest di una linea che si estendeva da Enos sul Mar Egeo a nord di Midia sul Mar Nero, oltre a Creta. Il destino dell'Albania e delle isole dell'Egeo occupate dalla Grecia doveva essere determinato dalle Grandi potenze.